# Malá Strana (rybník)
Malá strana je rybník o rozloze vodní plochy 5,95 ha nalézající se v katastrálním území obce Zálší v okrese Ústí nad Orlicí. Rybník se nalézá na západním okraji obce Zálší. Rybník je nejlépe dosažitelný ze silnice III. třídy č. 3176 vedoucí ze Zálší do vesnice Zaháj, místní části obce Tisová. Na druhé straně silnice se nalézá Velký zálešský rybník.

## Historie
Rybník je součástí rybniční soustavy vybudované počátkem 16. století za vlády Viléma z Pernštejna a doposud využívané k intenzívnímu chovu ryb. Soustava obsahuje dále rybníky Velký Zálešský, Lačnov a Vračovické rybníky.
Rybník je využíván pro chov ryb a současně je i stanovištěm mnoha druhů vodních ptáků např. kachna divoká, polák velký, často sem zalétá čáp bílý či volavka popelavá. Žije zde vydra říční.

## Galerie

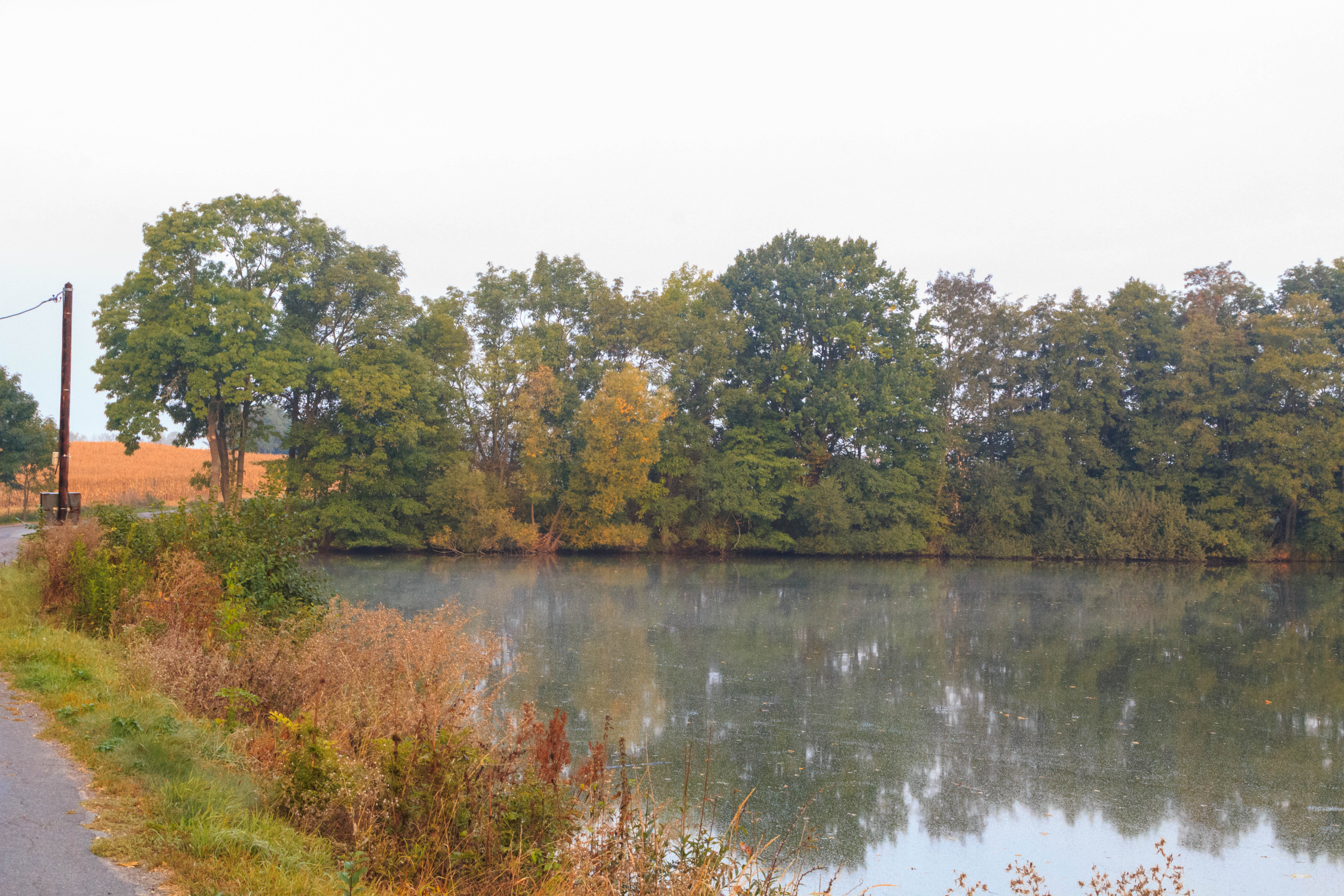
pohled na rybník Malá strana u Zálší
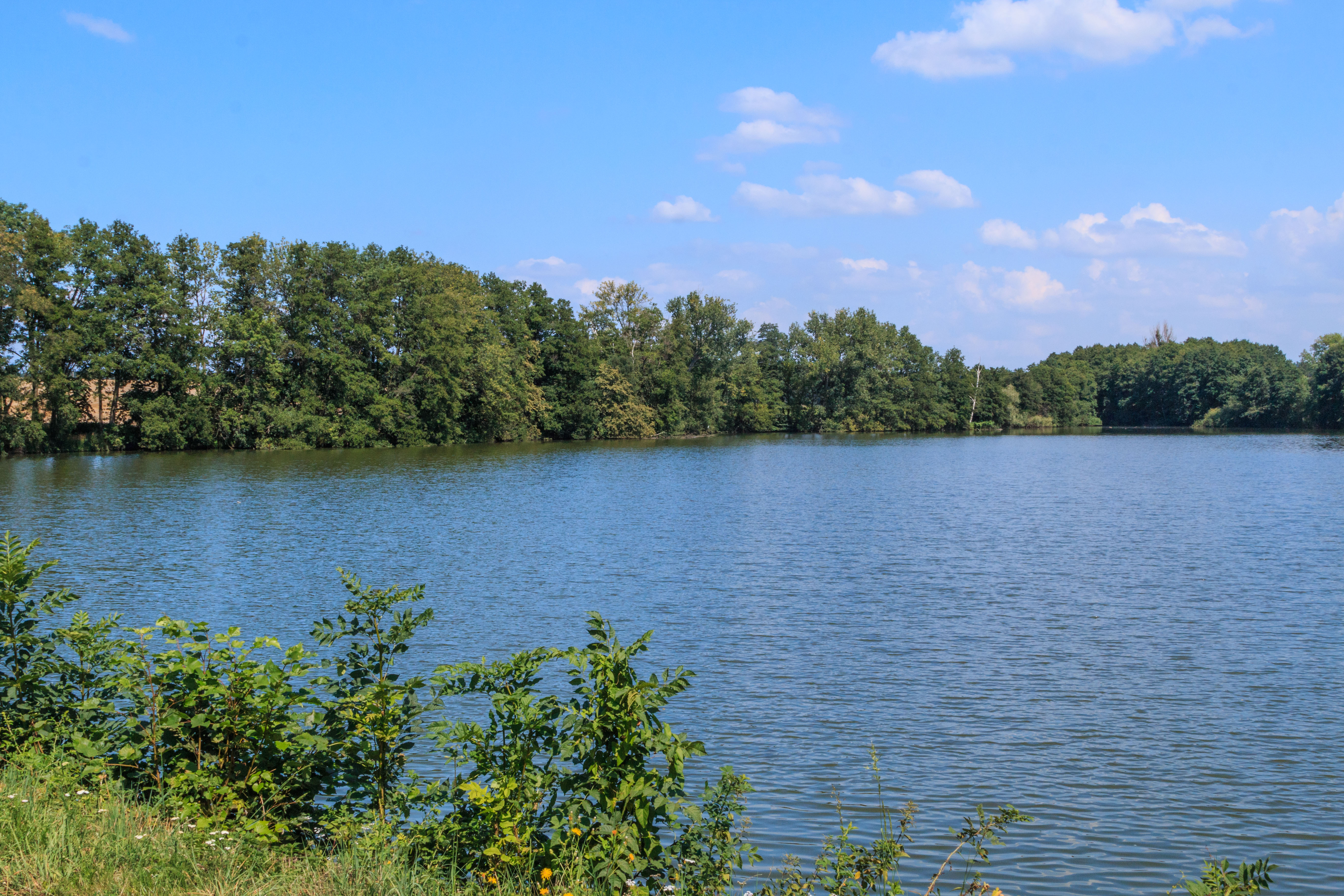
pohled na rybník Malá strana u Zálší
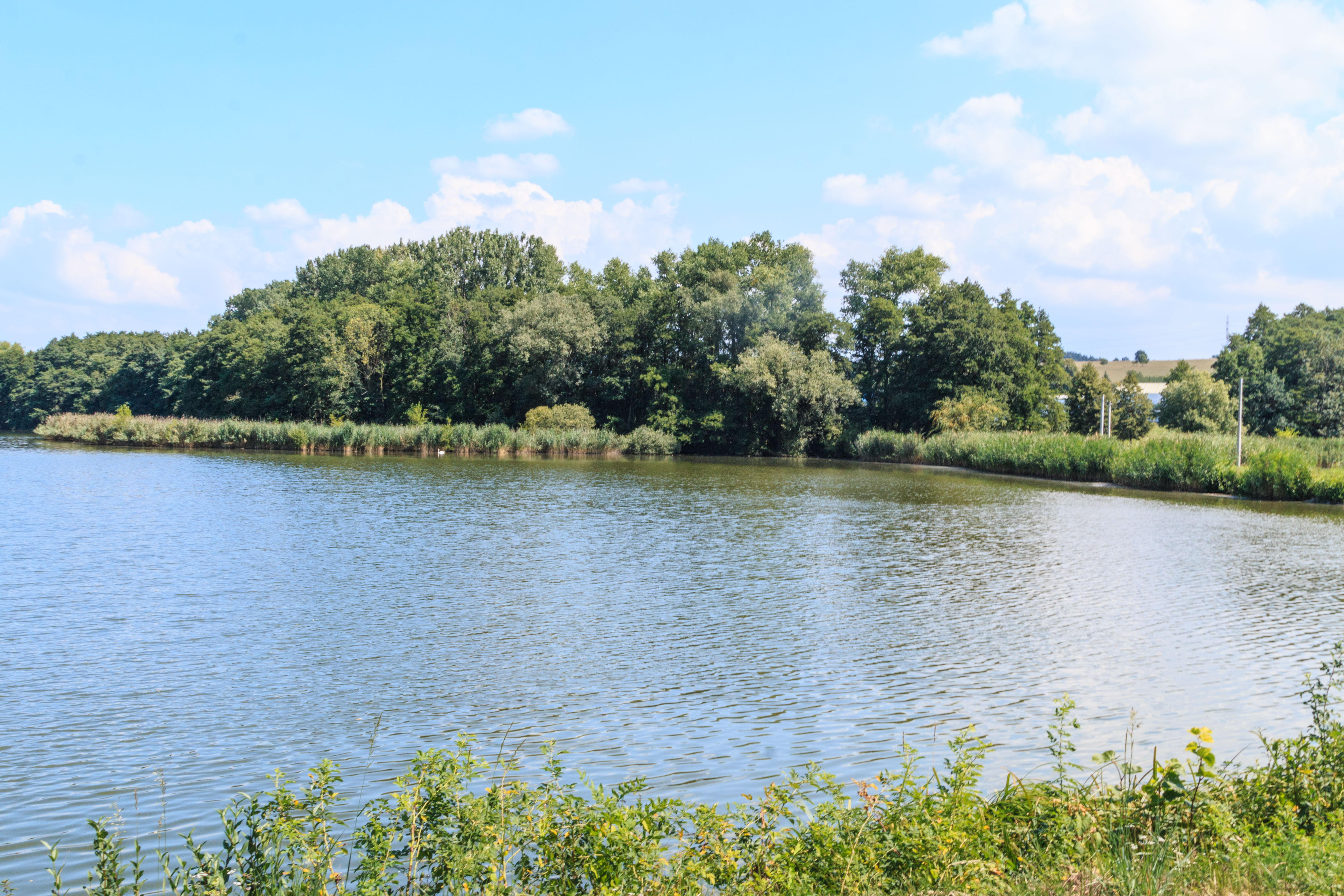
pohled na rybník Malá strana u Zálší
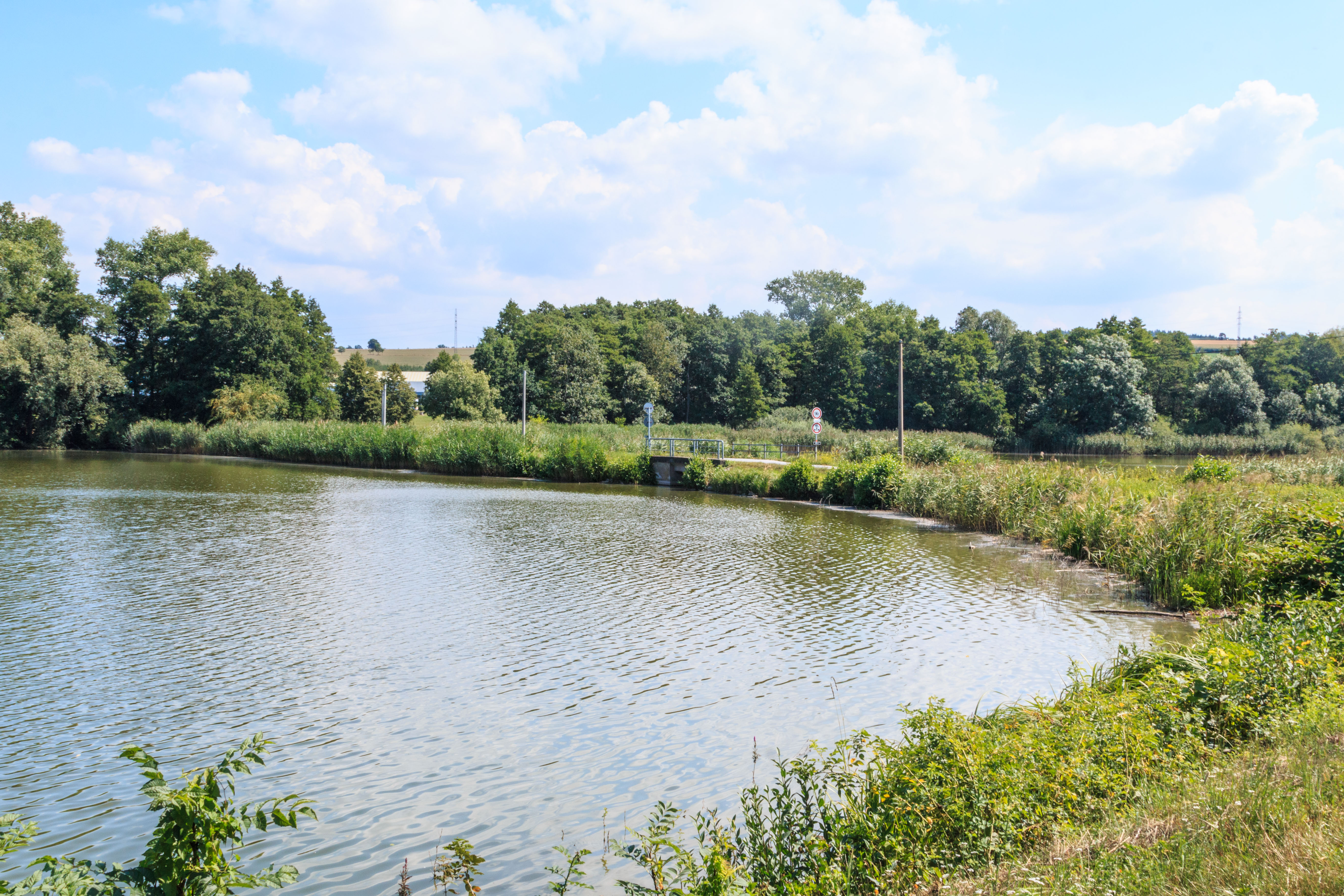
pohled na rybník Malá strana u Zálší